# Ashura Hara
Susumu Hara (原 進 Hara Susumu?) (8 de enero de 1947-28 de abril de 2015) fue un jugador de rugby y luchador profesional japonés, más conocido por su nombre en el ring Ashura Hara (阿修羅・原?).
El 28 de abril de 2015, Hara murió de neumonía en un hospital de Isahaya, Nagasaki.